# تقليح الأسنان وكشط الجذر
تَقليح الأسنان وكَشط الجذر، أو كما تعرف بالطريقة الاعتيادية أو غير الجراحية لعلاج الأنسجة الداعمة للأسنان، أو التنظيف العميق للأسنان.
هي عبارة عن عملية إزالة العوامل المسبِّبة لالتهاب، هذه الأنسجة كاللُّوَيْحَة السنِّيَّة ونواتجها والقلح السني. وبذلك تتم المحافظة على الأنسجة الداعمة للأسنان خالية من الأمراض.
من الأدوات المستخدمة في مثل هذه العملية، المِقْلَحَة والمِكشطة السِّنيّة.

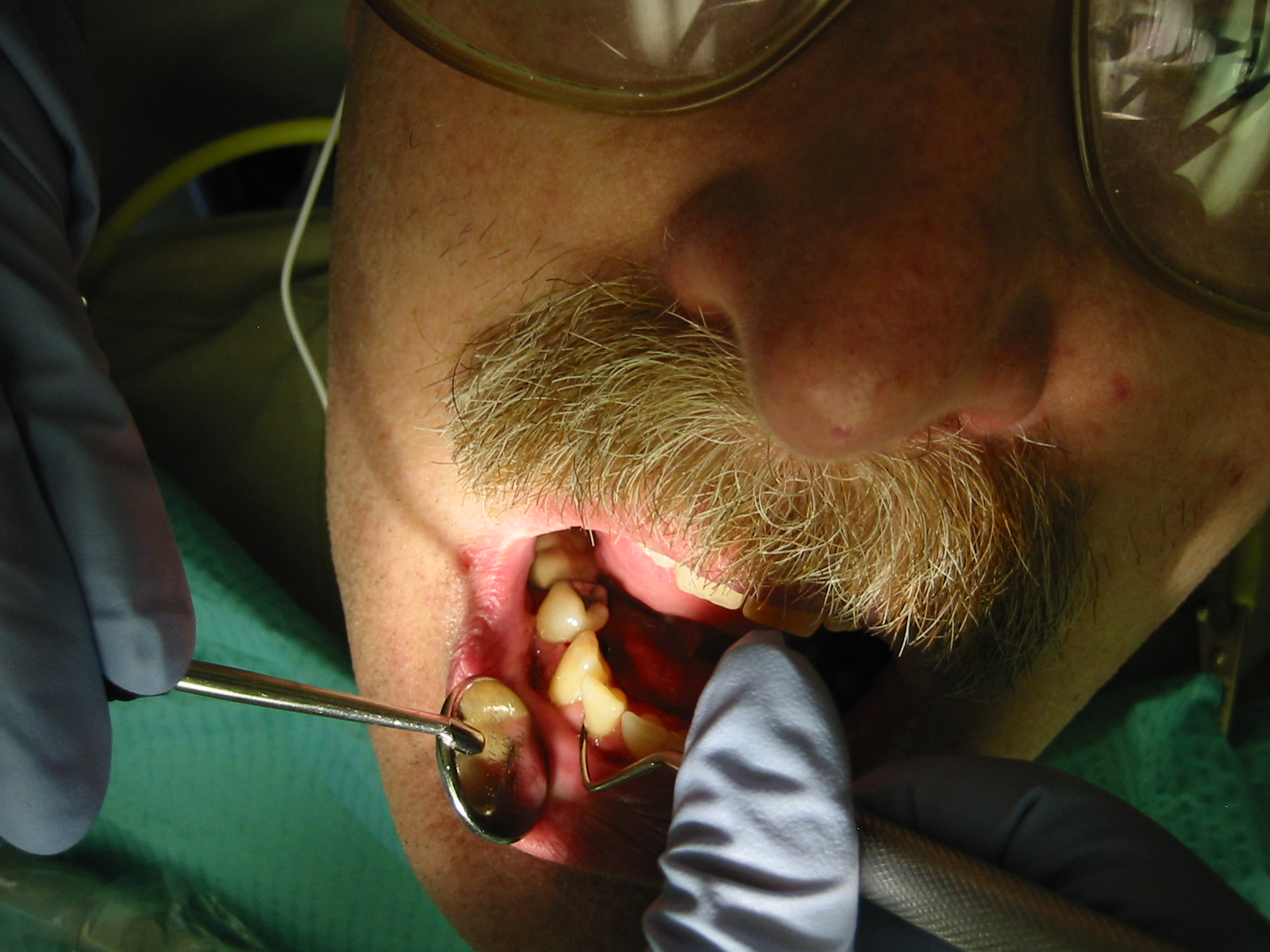
طبيب أسنان يوضح عملية التقليح

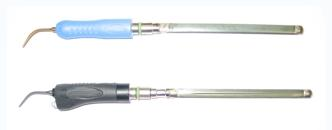
مقلحة سنية فوق صوتية

## اللُّوَيْحَة السِّنيّة
اللُّويحة السنية هي عبارة عن مادة ليّنة، صفراء إلى رمادية اللّون تلتصق على أسطح الأسنان والتركيبات السِّنيّة الثابتة والمتحرّكة.
تُشكِّل طبقة رقيقة منظمة تتكون بشكل أساسي من البكتيريا في نسيج من البروتينات السكرية والسكريات المتعددة خارج الخلويَّة. هذا النسيج يجعل عملية إزالة اللويحة والترسبات السنية باستخدام المضمَضة الفموية أو البخاخات عملية مستحيلة.
المادة المُبْيَضَّة هي عبارة عن ترسبات سنية مشابهة للُّويحة السنية إلا أنها تفتقر تنظيمه النسيجي مما يجعل إزالتها عن طريق المضمضة والبخاخ أمراً ممكنا وسهلاً.
جميع الأفراد معرضون لتجمع الترسبات السنيَّة، سواءً كانت لويحة سنيَّة أو مادة مُبْيَضة. إلا أنَّ تفريش الأسنان واستخدام الخيط السِّني بشكل منتظم يعمل على التخلص من المستعمرات والتجمعات البكتيرية وإزالتها من الفم. بشكل عام، كلما كانت ممارسات العناية المنزلية بالأسنان أكثر فعالية، قلّت الترسبات على أسطحها. ولكن في حال مرور أربعٌ وعشرون ساعة على طبقة البكتيريا في البيئة الفموية دون أن تتم إزالتها، ستبدأ بامتصاص المكوِّن المعدني للُّعاب. خلال عملية امتصاص الكالسيوم والفسفور هذه، تبدأ طبقة البكتيريا بالتحول من طبقة لينة سهلة الإزالة إلى طبقة صلبة تعرف بالقَلْح السنّي أو«التارتار». القَلْح السني يوفر قاعدة لترسب وبناء طبقات جديدة من الترسبات واللويحة السنية، وهو أقسى من العظم ولا يمكن إزالته باستخدام فرشاة أو خيط الأسنان.

## عملية بناء اللُّويحة السنيَّة وفقدان العظم
تجمُّع وترسب اللُّويحة السنيّة يكون أسمك ما يمكن على طول خط اللّثة.بسبب قرب هذه المنطقة من الأنسجة اللَّثوية، تبدأ بكتيريا اللُّويحة السنية بتهييج وإصابة اللِّثة. هذه العدوى أو الإصابة في اللِّثة تسبب التهاب يعرف بالتهاب الأنسجة اللثوية كما ويصاحب هذا الالتهاب انتفاخ واحمرار ونزيف اللّثة. تعتبر هذه العملية الخطوة الأولى في تراجع صحة الأنسجة الداعمة للأسنان، والخطوة الوحيدة التي يمكن عكسها واستعادة الصحة الفموية من بعدها مرة أخرى.
مع انتفاخ الأنسجة اللَّثوية، فإنها تفقد قدرتها على توفير حاجز محكم وفعّال بين السن والبيئة الخارجية المحيطة به. ينشأ حيِّز عمودي بين السن واللِّثة مما يسمح لبكتيريا لويحة سنيّة جديدة في البدء بالهجرة والانتقال إليه وإلى ما يعرف بالتَّلَم السِّنْخِيّ. في الأفراد الأصحّاء، لا يزيد عمق التَّلَم السَّنْخِي عن ثلاث ميلليمترات عندما يتم قياسه باستخدام مِسبار دواعم الأسنان. يعرف حيِّز الثلاث ميلليمترات هذا بالعرض أو النطاق البيولوجي. مع استمرار مرحلة التهاب الأنسجة اللثوية، تبدأ الشعيرات الدموية الموجودة داخل التَّلَم السِّنْخِي بالتوسع مما يؤدي إلى المزيد من النزف عند تفريش الأسنان واستخدام الخيط السنّي أو حتى في مواعيد زيارة طبيب الأسنان. تعتبر هذه العملية محاولة الجسم في تخليص الأنسجة من العدوى والبكتيريا. بشكل عام يمكن أن نقول أن النزيف عبارة عن علامة وإشارة تدل على وجود عدوى فمويّة فعّالة ونشِطَة. انتفاخ الأنسجة اللَّثوية قد يؤدي إلى قراءة أعمق على مِسبار دواعم الأسنان قد تصل إلى أربع ميلليمترات. على عمق أربع ميلليمترات أو أكثر يعرف الحيز العمودي بين السن والأنسجة اللثوية المحيطة به بجَيْبَة دواعم السن. ولأن فرشاة الأسنان والخيط السّني غير قادران على الوصول إلى أدنى جيبة دواعم السن التي قد تكون على عمق أربع إلى خمس ميلليمترات، فإن البكتيريا تخمل في تلك المواقع وتبدأ بالتكاثر مكونة مستعمرات بكتيرية تسبب أمراض الأنسجة اللثوية.
بمجرد اختراق بكتيريا اللويحة السنية لجَيْبة دواعم الأسنان، تبدأ عملية تحولها من طبقة رقيقة من البكتيريا إلى قلْح سنّي. ينتج عن ذلك تقرح في بطانة النسيج يقوم بفصل الروابط بين اللثة والسن. تبدأ الروابط اللثوية بالارتخاء أكثر وأكثر مع استمرارية غزو البكتيريا للحيز الناتج عن الانتفاخ. تتحول اللويحة السنية في النهاية إلى قلْح سنّي يترسب تحت اللثة ويسبب زيادة في عمق جَيْبة دواعم الأسنان. عند وصول عمق الحيز العمودي بين السن واللثة إلى خمس ميلليمترات يحدث تغيير في نوع وشكل البكتيريا، وتتحول من بكتيريا جرام الموجبة الهوائية التي تتواجد بشكل طبيعي في البيئة الفموية فوق خط اللثة والأنسجة الداعمة إلى نوع آخر من البكتيريا يعرف ببكتيريا جرام السالبة اللاهوائية إجبارياً والتي تعتبر بكتيريا أكثر دمارا وإتلافاً مقارنة بالبكتيريا الهوائية. جدران خلايا بكتيريا جرام السالبة تحتوي على سموم مما يسمح لها بتدمير الأنسجة اللثوية والعظم بشكل أسرع. التهاب الأنسجة الداعمة للأسنان يبدأ بشكل رسمي عندما تبدأ هذه البكتيريا بعملها مسببة فقد العظم. وبالتالي فإن فقد العظم يعتبر العلامة الدالّة على تحول التهاب اللثة إلى مرض التهاب الأنسجة الداعمة للأسنان الحقيقي. وبذلك يمكننا أن نعتبر مصطلح«التهاب الأنسجة الداعمة للأسنان» مصطلح مرادف لعملية فقد العظم.
الدليل الأول على وجود مرض التهاب الأنسجة الداعمة للأسنان يظهر بشكل جليّ على صورة الأشعة، حيث أن العظم القشري للفك يظهر بشكل ضعيف ومجوف، وذلك نتيجة السموم التي تنتجها بكتيريا جرام السالبة وأثرها على نسيج العظم. ولأن العظم نسيج حيّ فإنه يحتوي على خلايا تقوم ببنائه وتسمى بالخلايا «البانية للعظم»، وخلايا تقوم بهدمه وتسمى بالخلايا«الناقِضة للعظم». في الوضع الطبيعي يعمل هذان النوعان من الخلايا بنفس السرعة للحفاظ على التوازن بين عمليَّتيّ الهدم والبناء. لكن عند التهاب الأنسجة الداعمة للأسنان، فإن المواد الوسطية الكيميائية ونواتج الالتهاب المزمن تعمل على تحفيز الخلايا «الناقِضة للعظم» مما يسبب زيادة سرعتها ونشاطها وتفوقها على الخلايا «البانية للعظم». النتيجة النهائية لهذه العملية هي فقدان العظم، وكما ذكرنا سابقاً فإن فقدان العظم والأنسجة الرابطة يعرف بمرض التهاب الأنسجة الداعمة للأسنان.
تستمر هذه العملية مسببة مقدار أكبر من التلف، حتى نقوم بإزالة كل من العامل البكتيري المسبب للعدوى «اللويحة السنيّة»، والعامل المسبب للتهيّج المحلّي «القلح السني». إزالة هذين العاملين في هذه المرحلة من المرض يستحيل تحقيقها عن طريق تفريش الأسنان واستخدام الخيط السني. حيث أن تفريش الأسنان واستخدام الخيط السني طريقتان فعّالتان في إزالة المادة المبْيضة اللينة والطبقة البكتيرية الرقيقة التي تقع فوق خط اللثة، بالإضافة إلى قدرتهما على تنظيف جَيْبة دواعم الأسنان التي لا يتجاوز عمقها الثلاث ميلليمترات. حتى أفضل طرق التنظيف بالفرشاة والخيط غير قادرة على تنظيف جيبة سنيّة يزيد عمقها عن ذلك، كما أنها غير قادرة على إزالة القلْح السني. لذلك فإننا نلجأ إلى عملية «تقليح عمق الجيْبة السنيّة وكشط الجذر» في حال أردنا إزالة العوامل المسبّبة لمرض التهاب الأنسجة الداعمة للأسنان.
عندما تتم إزالة البكتيريا والقلح السني من الجيْبة السنيّة فإن النسيج يبدأ تدريجياً بالشفاء. كذلك يبدأ الالتهاب بالتبدد مع ضعف العدوى البكتيرية، ويبدأ الانتفاخ بالنقصان مما يعيد للّثة قدرتها على صنع حاجز محكم وفعّال بين جذر السن والبيئة الخارجية المحيطة به. ولكن فإن أي ضرر حدث للأنسجة بسبب مرض التهاب أنسجة دواعم الأسنان غير قادر على الشفاء بشكل تام. وكذلك، فإن أي فقد في العظام تسببه هذا المرض لا رجعة فيه. الأنسجة اللّثوية أيضا قد تعاني من أثر دائم نتيجة ً لوصول المرض إلى مرحلة متقدمة يحتاج النسيج اللّثوي إلى عظم لدعمه وبالتالي فإن فقد العظم قد يؤدي إلى تراجع دائم للّثة مما يؤدي إلى انكشاف جذر السن في المنطقة المتعرضة للمرض. وفي حال كان فقد العظم شديد وممتد، تصبح الأسنان متحركة ومرتخية وقد تُفقَد في حال عدم التدخل وإيقاف المرض.
على خلاف المعتقدات القديمة، فإن فقدان الأسنان لا يعتبر جزء طبيعي من عملية التقدم في السن. وإنما يعتبر مرض التهاب الأنسجة الداعمة للأسنان المسبب الرئيسي للفقد عند الأغلبية السكّانية من البالغين.

## التدخّل في حل مشاكل الأنسجة الداعمة للأسنان
يتضمن علاج التهاب الأنسجة الداعمة للأسنان عدة خطوات، أهمها إزاله العوامل المسببة لهذا المرض وذلك لإنشاء بيئة حيوية ومتناغمة بين السن والأنسجة الداعمة المحيطة به واللّثة وما يقع أسفلها من عظم. في حال ترك المرض من غير علاج، فإن الالتهاب المزمن للّثة وما حولها من أنسجة داعمة قد يزيد من عرضة إصابة المريض بأمراض القلب.
قبل البدء بالإجراءات العلاجية نقوم بتخدير المنطقة التي سنعرضها للعلاج في فم المريض بسبب الطبيعة الصعبة والمزعجة لعملية تقليح الأنسجة الداعمة للأسنان وكشط الجذور فإننا نقوم بتطبيق الإجراءات على ربع أو نصف الفم في كل موعد. مما يسمح لنا بتخدير المنطقة المراد علاجها بشكل كامل وفعّال. لا ينصح بتطبيق العملية العلاجية على الفم كامل في موعد طبّي واحد وذلك لأن تخدير الفم كامل قد يؤدي إلى مضاعفات مزعجة للمريض، مثل عدم قدرته على الأكل أو الشرب بالإضافة إلى جعله عرضة لعض أنسجته الفموية بشكل غير مقصود.
بشكل عام فإن الخطوة الأولى لمثل هذه الإجراءات هي عملية إزالة اللويحة السنيّة وطبقة البكتيريا الميكروبية عن سطح الأسنان وتسمى هذه العملية بالتقليح.عملية كشط الجذر تشمل عملية تقليح أيضاً لكن لجذر السن عوضاً عن تاجه. يشار لهذا الإجراء بعدة مسميات منها: التقليح وكشط الجذر، وتنظيف الأنسجة الداعمة للأسنان والتنظيف العميق. مصطلح التنظيف العميق مأخوذ من حقيقة أن جَيْبة الدواعم السنية للأفراد المصابين بأمراض اللثة أعمق منها عند الأفراد الأصحاء. نستخدم لإجراء مثل هذه العملية عدداً من الأدوات السنية؛ تشمل الأدوات اليدوية وفوق الصوتيّة، مثل المِقْلَحَة والمكشطة السنيّة.
الهدف الأساسي من عملية التقليح وكشط الجذور هو إزالة اللويحة السنيّة والقلح السني «التارتار» اللذان يحتويان على بكتيريا مفرزة لسموم تسبب التهابات للأنسجة اللثوية والعظم المحيط بها.
عملية إزالة اللويحة السنيّية والقلْح السني الملتصق بسطح السن باستخدام أدوات يدوية قد تكون عملية وقائية تجرى لمرضى غير مصابين بأمراض والتهابات لثويّة. الوقاية هي عملية التقليح وتلميع الأسنان وتنظيفها تفادياً ومنعاً لوقوع المرض. تنظيف الأسنان لا يزيل القلْح السني وإنما بعضاً من اللويحة السنيّة والتصبغات لذلك يجب القيام به دائماً بالاقتران مع عملية التقليح.
نستخدم عادة في عملية التقليح وكشط الجذر آلة كهربائية تسمى بالمِقْلَحَة فوق الصوتية. تهتز هذه المِقْلَحة فوق الصوتية ضمن تردد معين لتعمل على إزالة التصبغات واللويحة والقلح السني. بالإضافة إلى ذلك فإن هذه المقلحة تقوم بإنتاج فقاعات هواء صغيرة ضمن عملية تسمى بعملية التجويف. وبما أن البكتيريا التي تعيش داخل جيوب الدواعم السنيّة بكتيريا لا هوائية إجبارياً أي أنها لا تستطيع البقاء مع وجود الأكسجين، فإن هذه الفقاعات تقوم بتحطيمها وذلك عن طريق الأكسجين الذي يقوم بتدمير الغشاء الخلوي البكتيري مما يؤدي إلى تحلل البكتيريا أو انفجارها. بما أن عملية إزالة جميع الترسبات من جيوب الدواعم السنية خطوة بغاية الأهمية، فإنّ إعارة جميع التفاصيل الانتباه الكامل نقطة أساسية. لذلك فإنه بالاعتماد على عمق الجيب السني وكمية القلح السني المترسب مقارنة بالطبقة البكتيرية اللينة، فإننا قد نحتاج لاستخدام المقلحة اليدوية لإزالة ما لم تستطع المقلحة فوق الصوتية إزالته. وبالمقابل قد نحتاج أيضاً لاستخدام المِقْلحة فوق الصوتية بعد عملية التقليح اليدوي وذلك لإزالة جميع الرواسب التي قد تم إزالتها عن سطح السن وبقايا من بنية السن نفسه التي قد تكون لازالت عالقة داخل الجيب السني.
يتم تزويد المِقْلحات الصوتية وفوق الصوتيّة بالطاقة عن طريق أنظمة تعمل على اهتزاز رأس الأداة. المقلحات الصوتيّة يتم تزويدها بالطاقة عن طريق محركات تعمل بقوة الهواء. أما المقلحات فوق الصوتية تعتمد على أنظمة مغناطيسية أو كهروضغطيّة لصنع الاهتزاز. المقلحة التي تعتمد على النظام المغناطيسي تستخدم حزمة من الألواح المعدنية المرتبطة برأس الأداة. يتم تحفيز هذه الحزمة على الاهتزاز عن طريق ملف سلكي خارجي متصل بمصدر للتيار الكهربائي. تحتوي المقلحات فوق الصوتية على مادة سائلة أو غسول، تكمن أهميته في تبريد الأداة أثناء عملها بالإضافة إلى شطف المواد غير المرغوب فيها من سطح السن أو خط اللثة. وقد يحتوي الغسول أيضاً على عوامل مضادة للميكروبات.
مع أن النتائج النهائية التي يحققها استخدام المقلحة فوق الصوتية يمكن الوصول إليها عن طريق المقلحة اليدوية، إلا أن المقلحة فوق الصوتية أسرع بالإضافة إلى أنها أقل ازعاجاً وتهييجاً لأنسجة المريض اللثوية. على الجانب الآخر، فإن هذا النوع من المقلحات ينتج هباءً جويّاً يعمل على نقل الميكروبات المسببة للأمراض خاصة عند المرضى المصابين بأمراض معدية. أظهرت الأبحاث أنه لا فرق في الفعاليّة بين استخدام أي من المقلحتين السابق ذكرهما، إلا أن المقلحة فوق الصوتية قد تعود على طبيب الأسنان بالمنفعة حيث أنها تقلل من خطر أذية الأنسجة اللثوية للمريض نتيجة للضغط المتكرر لأنها بطبيعتها تتطلب ضغط وتكرار أقل مقارنة بالمقلحة اليدوية.
يعتبر ليزر الأسنان من الإضافات الجديدة على أدوات طب الأسنان المستخدمة في علاج أمراض الأنسجة الداعمة للأسنان. تستخدم أشعة الليزر بقوى متعددة للقيام بكثير من الإجراءات في طب الأسنان الحديث بما فيه الحشوات. يتم استخدامها بعد عملية التقليح وكشط الجذر وذلك لتحفيز عملية شفاء الأنسجة الداعمة.
بعد القيام بعملية التقليح، هناك عدة خطوات إضافية يجب القيام بها للتأكد من طهارة وتعقيم أنسجة دواعم الأسنان.عملية الغسل الفموي لهذه الأنسجة يمكن القيام بها عن طريق محلول الكلوروهكسيدين غلوكونات، الذي يتميّز باستدامته داخل الأنسجة الفموية، على عكس الغسولات الأخرى التي تفقد فعاليتها بمجرد بصقها. حيث تعمل المكونات المضادة للجراثيم الموجودة في محلول الكلوروهكسيدين غلوكانات على اختراق الأنسجة الفموية وتبقى فعّالة لفترة من الزمن. على الرغم من فعاليته، إلا أن هذا المحلول لم يُعنى بالاستخدام طويل الأمد. أظهرت دراسة أوروبية حديثة وجود علاقة بين استخدام غسولات الفم طويلة الأمد وبين ارتفاع ضغط الدم، مما يزيد من عرضة الإصابة بأمراض الأوعية الدموية والقلب. في الولايات المتحدة الأمريكية لا يتم صرف مثل هذه الغسولات إلا بوصفة طبيّة وعلى شكل جرعات صغيرة وغير منتظمة حيث أنه يقوم بتحفيز عملية شفاء الأنسجة بعد العمليات الجراحية.
يمكن استخدام المضادات الموضعية بوضعها على منطقة جَيْبة الدواعم السنية بعد القيام بعملية التقليح وكشط الجذر وذلك لتحفيز عملية شفاء الأنسجة المصابة. تختلف المضادات الحيوية الموضعية عن المضادات الحيوية الفمويّة ذات التأثير المنتظم على أجهزة الجسم، حيث يتم وضعها بشكل خاص في مكان الإصابة أو العدوى. نقوم بوضع هذا النوع من المضادات الحيوية الموضعية على جيبة الدواعم السنية بشكل مباشر، حيث تقوم بإطلاق أثرها على فترة من الزمن مما يسمح لها باختراق الأنسجة وتدمير البكتيريا التي تعيش في تلك المنطقة. وبالتالي فإنها توفر المزيد من التطهير والتعقيم للأنسجة وتسهل عملية الشفاء. بعض المضادات الموضعية تعمل - بالإضافة إلى الفوائد التي ذكرناها سابقا - على التقليل من عمق الجيب السني. أرستين هو عبارة عن نوع معروف من المضادات الموضعية (دوكسي سيكلين)، يُعْتَقَد أنه قادر على تقليل عمق الجيبة؛ أي زيادة ارتفاع ارتباط أنسجة اللثة بسطح السن بمقدار واحد ميلليميتر.
في حالات الالتهاب الحاد لأنسجة دواعم الأسنان، تعتبر عملية تقليح وكشط الجذورعملية علاجية بدائية تسبق الحاجات الجراحية المستقبلية. ومن هذه الإجراءات الجراحية التي قد يحتاجها المرضى الذين يعانون من التهابات حادة أو متكررة للأنسجة الداعمة؛ عملية زراعة العظم، وعملية زراعة الأنسجة، بالإضافة إلى عملية السديلة اللثويّة الجراحية التي يقوم بها اخصائيو دواعم الأسنان.
المرضى الذين يعانون من تموُّت الأنسجة اللثوية والتهابات أنسجة دواعم الأسنان الحادة، قد يحتاجون إلى إجراءات وخطوات أكثر خلال العملية العلاجية. هؤلاء المرضى عادةً يحملون عوامل جينيّة وجسديّة تساهم في تطور وحدّة التهاباتهم اللثوية. ومن الأمثلة الشائعة على ذلك، مرضى السكري من النوع الأول والثاني، حيث أنهم يتميزون بتاريخ عائلي من الإصابات بالتهاب الأنسجة الداعمة للأسنان وضعف مناعة الأفراد. أما عن طريقة تعامل طبيب الأسنان مع هذا النوع من المرضى، فيجب عليه القيام بأخذ عينة من جَيْبة دواعم السن وفحصها بهدف الحصول على معلومات أدق عن مسببات المرض وطرق علاجه. وقد يضطر طبيب الأسنان كذلك إلى منع المريض من تعاطي أنواع معينة من الأدوية التي تساهم في جعل المريض أكثر عرضة للإصابة بالتهابات اللثة، أو إحالته إلى طبيب عام لعلاج حالة مرضية معينة قد تكون المسبب لمثل هذه الالتهابات أيضاً.

## الفعاليَّة
تعتبر عملية تقليح الأسنان وكشط الجذور عملية فعّالة في حال استطاع المريض بعدها الحفاظ على صحة الأنسجة الداعمة لأسنانه دون أن يفقد المزيد من العظم أو الأنسجة اللثوية الرابطة، وبمنع إصابته بالتهابات متكررة نتيجة تعرضه لمسببات الأمراض اللثوية.
تعتمد الفعاليّة طويلة الأمد لعملية تقليح الأسنان وكشط الجذور على عدة عوامل؛ والتي تتضمن التزام المريض بتعليمات طبيب الأسنان، والمرحلة التي وصل إليها المرض قبل تدخل الطبيب، وعمق الجَيْبة السنيّة، بالإضافة إلى العوامل التشريحية كالأخاديد والتقعرات التي قد تتواجد على سطح الجذر ومنطقة افتراق جذور الأسنان التي قد تقلل من القدرة على رؤية القلح السني والترسبات العميقة بوضوح.
في المقام الأول، فإن عملية تقليح الأسنان وكشط الجذور تحتاج إلى العناية الكاملة والانتباه التام وذلك بهدف إزالة جميع الترسبات والقلح واللويحة السنية المتجمعة داخل الأنسجة. في حال لم تتم إزالة العوامل المسببة فإن المرض سيستمر بالتقدم والتسبّب بالمزيد من الدمار والإتلاف للأنسجة، أما في حالات الالتهاب المتوسط أو المعتدل للأنسجة الداعمة للأسنان فإن عملية التقليح والكشط الجذري التامة تُسفِر عن نتائج ممتازة. كلما زادت حدة الالتهاب تزيد كمية العظم الداعم المُدَمَّرْ نتيجةً للإصابة البكتيرية. ويظهر ذلك جليّاً في العيادة وذلك عن طريق ملاحظة عمق جَيْبة دواعم الأسنان المراد تنظيفها وتعقيمها من الرواسب. في حال زيادة عمق الجيبة عن 6 ميلليمترات فإن ذلك يقلل من فعاليّة عملية إزالة الرواسب، بالإضافة إلى انخفاض فرصة الشفاء بعد إجراء طبي واحد. كلما زادت حدة الالتهاب والمرحلة المرضية التي وصل لها المريض قبل تدخل الطبيب، فإن الجهد المتطلَّب لإيقاف المرض وإرجاع صحة الأنسجة يزيد. يمكن علاج جيوب دواعم الأسنان التي يصل عمقها إلى 6 ميلليمترات عن طريق عملية جراحية تعرف بالسديلة اللثوية والتي يقوم بتطبيقها طبيب أسنان مختص يعرف بأخصّائي دواعم الأسنان.
مع أن عملية شفاء الأنسجة اللثوية تبدأ مباشرة بعد إزالة الطبقات البكتيرية والقلح السني المسببة للمرض، إلا أن التقليح السني وكشط الجذور ما هي إلا الخطوة الأولى في إيقاف المرض. بعد عملية التنظيف والتعقيم البدائية للأنسجة المصابة، فإنه لمن المهم منع الالتهاب والإصابة من الحدوث مرة ثانية. لذلك فإن التزام المريض وتعاونه يعتبر أهم عامل من العوامل المؤثرة على نجاح أو فشل العملية الجراحية. بعد الانتهاء من الإجراء الطبي مباشرة، يجب على المريض البدء بممارسة العناية الفموية المنزلية بشكل ممتاز. العناية الفموية المنزلية تشمل ولا تقتصر على كل من؛ تفريش الأسنان مرتين يومياً لمدة زمنية لا تقل عن 2-3 دقائق، واستخدام الخيط السني يومياً، بالإضافة إلى استخدام الغسول الفموي مما يزيد من فعاليّة الشفاء التابع لعملية التقليح والكشط. الالتزام والاجتهاد في المحافظة على الصحة والنظافة الفموية يومياً يعتبر أساس نجاح هذه العملية. وفي حال عجز المريض عن التخلص من العوامل المسببة للمرض مثل عدم التفريش وعدم استخدام خيط الأسنان، فإنه يصبح أكثر عرضة للإصابة بالمرض مرة ثانية.
إن عملية تشكل جيبة دواعم أسنان عميقة لا تحدث بين عشيّة وضحاها، فإنه من غير المنطقي توقع حدوث عملية الشفاء في وقت قصير أيضاً. تحدث عملية استعادة الروابط اللثوية ببطئ خلال فترة زمنية، لذلك يُنْصَح بالمواظبة على زيارة طبيب الأسنان بشكل دوري كل ثلاث إلى أربع أشهر للمحافظة على الصحة الفموية. إن عدد مرات زيارة طبيب الأسنان اللاحقة لعملية التقليح والكشط الأولي خاصةً خلال السنة الأولى بعد العلاج وتكرارها بانتظام تعتبر النقطة الأساسية في الحفاظ على نتائج علاجية جيدة.
بما أن المريض قد يكون لايزال يعاني من جيبة دواعم سنية عميقة تتخطى فعاليّة القدرة التنظيفية لفرشاة وخيط الأسنان، يجب عليه مراجعة طبيب الأسنان كل 90 يوم لتحقيق نجاح طويل الأمد للعملية العلاجية والتأكد من خلوّ الجيبة من الترسبات والقلح. إن فترة 90 يوم ليست فترة عشوائية وإنما هي الفترة التي يكون شفاء الأنسجة - الذي أصبح ممكنا نتيجة عملية التقليح والكشط - قد اكتمل، مما يسمح لطبيب الأسنان بإعادة قياس العمق الجيبي السني ليحدد نجاح العملية العلاجية أو فشلها. في هذا الموعد تتم مناقشة سير العملية العلاجية، بالإضافة إلى التهاب الأنسجة الداعمة للأسنان المقاوم أو غير المستجيب للعلاج. في حال وجود البكتيريا اللثوية بعد 90 يوم من عملية التقليح والكشط الأولية فذلك يعني أنها قد وصلت إلى قوتها القصوى مرة أخرى. لذلك فإن طبيب الأسنان يقوم بتنظيف المناطق التي لاتزال تحتوي على بقايا المرض وممكن أن يستخدم المضادات الحيوية الموضعية مرة ثانية. بالإضافة إلى ذلك فإن هذا الموعد يعتبر موعداً للتأكد من صحة العناية الفموية المنزلية، ولإفادة المريض بمعلومات تثقيفية إضافية تحسن من صحته الفموية.
تتطلب العملية العلاجية الناجحة لأنسجة دواعم الأسنان عملية طويلة الأمد، إخلاص وتفانٍ وتعاون من كلا طرفي هذه المعادلة؛ طبيب الأسنان والمريض، وذلك لتحقيق نجاح العملية واستمراريتها.